# Balastieră

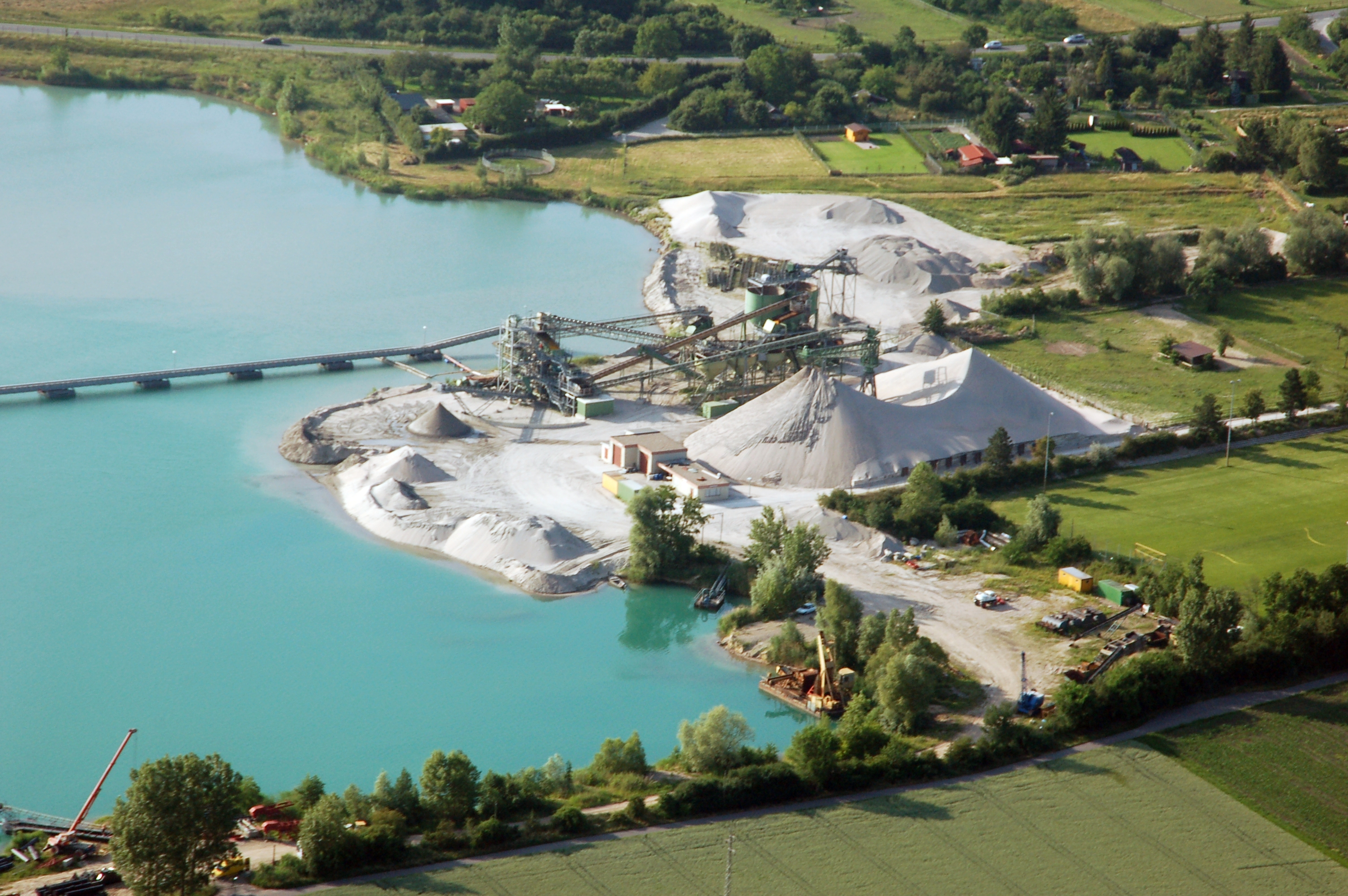
Balastieră în localitatea Trebur, Germania

O balastieră este locul unde există depozite de materiale aluvionare de unde se exploatează balastul. Balastierele sunt adeseori situate în albiile râurilor.